# Milivoj Petković
Milivoj Petković, född 11 oktober 1949 i Šibenik i Kroatien, var överbefälhavare över den bosnienkroatiska armén Hrvatsko vijeće obrane (HVO) under Bosnienkriget i Bosnien. Under kriget ledde han de bosnienkroatiska styrkorna i Mostarområdet. Petković greps år 2004 och åtalades för brott mot mänskligheten, krigsförbrytelser, sin roll i den bosnienkroatiska rensningen av bosniaker inom HVO-kontrollerade områden och sin roll i belägringen av Mostar. Rättegången pågår fortfarande.